# Arnold Rothstein
Pour les articles homonymes, voir Rothstein.
Arnold Rothstein, né à Manhattan le 17 janvier 1882, dans une famille juive ashkénaze aisée, et mort le 6 novembre 1928 à New York, était un criminel de la Yiddish Connection et homme d'affaires américain.
Il était surnommé the Fixer, Mr Big, the Big Bankroll (« la grosse liasse de billets »), Mr Broadway, ou the Brain (« le cerveau »). Il était un racketteur, un patron du crime, un homme d'affaires et un parieur américain qui devint l'un des caïds de la mafia juive de New York. Il était largement réputé pour avoir organisé la corruption dans l'athlétisme professionnel, notamment en conspirant pour truquer les World Series de 1919. Connu pour son élégance et sa sobriété, il a grandement contribué à la carrière criminelle de Charlie « Lucky » Luciano qui le considéra comme un mentor avant de devenir celui considéré comme le père du crime organisé moderne américain. Enfin, il a aussi été le mentor de futurs patrons du crime comme Meyer Lansky, Frank Costello, Bugsy Siegel et de nombreux autres.

## Biographie

### Enfance
Arnold Rothstein est le fils d'un homme d'affaires, Abraham Rothstein, et de son épouse, Esther. Son père était un homme d'une grande droiture, surnommé « Abe le Juste ». L'enfant était très doué pour les mathématiques, mais ne s'intéressait pas à l'école. Il est connu pour être un enfant difficile tout en nourrissant une profonde envie à l'égard de son frère aîné Harry, qui a fait des études pour devenir rabbin. Abe Rothstein pense qu'Arnold a toujours voulu être au centre de l'attention et qu'il est frustré lorsqu'il ne l'était pas. Dès l'enfance, Rothstein commence à s'adonner au jeu, mais son père a beau le réprimander pour avoir tiré sur les dés, Rothstein ne s'arrête pas. En 1921, lorsqu'on lui demande comment il est devenu joueur, Rothstein répond : « J'ai toujours joué : « J'ai toujours joué. Je ne me souviens pas d'une époque où je ne l'ai pas fait. J'ai peut-être joué pour montrer à mon père qu'il ne pouvait pas me dire ce que je devais faire, mais je ne le pense pas. Je pense que je jouais parce que j'aimais l'excitation. Quand je jouais, rien d'autre ne comptait".

### Adolescence
Il commence sa carrière adolescent, comme gambler (joueur professionnel, aux dés, cartes et billard), sous l'aile de Monk Eastman, chef de l'un des deux gangs les plus puissants à New York au début du siècle. Puis, à l'âge de 20 ans, avec le soutien de Big Tim Sullivan, un homme politique de Tammany Hall (l'organisation du Parti démocrate à New York), il devient bookmaker (preneur de paris), pour les courses de chevaux, les matchs de baseball, les combats de boxe ou les élections politiques. En 1909, il acquiert sa propre maison de jeu. Il en rachète et en revend régulièrement par la suite, toujours dans un registre très luxueux, en particulier dans la ville thermale de Saratoga (dans l'État de New York), connue pour être largement investie par la pègre. Cette ville finit par être son « domaine », toutes les autorités locales ayant été corrompues par ses soins[réf. nécessaire]. En 1910, Rothstein, âgé de 28 ans, s'installe dans le quartier de Tenderloin à Manhattan, où il crée un important casino. Il investit également dans un hippodrome à Havre de Grace, dans le Maryland, où il est réputé avoir truqué de nombreuses courses qu'il a gagnées. Rothstein disposait d'un vaste réseau d'informateurs, de poches très profondes provenant de certains associés banquiers de son père, et était prêt à payer une prime pour de bonnes informations, quelle qu'en soit la source. Ses succès l'ont rendu millionnaire à l'âge de 30 ans.
Après une affaire de corruption (à l'issue de laquelle un officier de la police, Charles Becker, qui se comportait en mafieux, finit sur la chaise électrique en 1915), Sullivan est retrouvé mort sur une voie ferrée. Rothstein trouve un nouvel appui en la personne du boss de Tammany Hall Charles Murphy (en). Au cours des années 1910, la réputation d'Arnold Rothstein atteint des sommets. Il est devenu l'intermédiaire le plus en vue entre le monde de la politique et des affaires et celui du crime, recevant des commissions pour divers services réciproques. Il est également impliqué dans des opérations de courtage juteuses et illégales, en association avec des politiciens et des avocats. Le journaliste William J. Kennedy a écrit qu'il « avait enfourné de l'argent dans toutes les bouches jusqu'au cabinet de la présidence ».
Dans le milieu du jeu, son prestige traverse tous les États-Unis, notamment grâce à une technique qu'il perfectionne : il apporte en effet une forte mise pour faire baisser les cotes trop élevées, afin de réduire les chances de jackpots pour les autres joueurs. Redevables, les bookmakers partagent alors les gains avec lui. La légende attribue à Rothstein le trucage de la finale du championnat de baseball en 1919, entre les Cincinnati Reds et les Chicago White Sox (l'équipe favorite dont certains joueurs sont alors achetés pour perdre), mais la justice le blanchit dans cette affaire. Sur ce point, on peut voir qu'Arnold Rothstein a inspiré l'auteur américain F. Scott Fitzgerald pour son personnage de Meyer Wolfshiem qui apparaît dans Gatsby le Magnifique.

### Les premiers bootleggers
Parallèlement, Rothstein devient le principal financier de la pègre. Ainsi, au début de la Prohibition, lorsque Waxey Gordon (« Gordon la rogne », alias Irving Wexler) vient le voir en 1920 pour financer une importation illégale d'alcool, il organise avec lui la réception d'une cargaison de whisky anglais débarquée sur le littoral. Il devient donc le promoteur des premiers « bootleggers » (trafiquants d'alcool). Les gangsters rivaux étant les principaux obstacles, il engage des hommes de main pour protéger les convois, parmi lesquels Lucky Luciano, Meyer Lansky, Bugsy Siegel, Frank Costello, Lepke Buchalter, Gurrah Shapiro et Legs Diamond. Par la suite, Rothstein investit également dans le trafic de drogue (opium et cocaïne).

### 1921 Travers Stakes
Sous le pseudonyme de « Redstone Stable », Rothstein possédait un cheval de course nommé Sporting Blood, très populaire au début des années 20, qui a remporté les Travers Stakes de 1921 dans des circonstances suspectes. Rothstein aurait conspiré avec un entraîneur de premier plan, Sam Hildreth, pour faire monter la cote de Sporting Blood. Hildreth a inscrit un excellent cheval de trois ans, Grey Lag, le matin de la course, ce qui a fait grimper la cote de Sporting Blood à 3-1. Rothstein a misé 150 000 dollars par l'intermédiaire de bookmakers, prétendument informés que le deuxième favori, Prudery, n'était plus alimenté. Juste avant l'heure de départ et sans explication, Hildreth a rayé Grey Lag de la liste de départ. Rothstein a perçu plus de 500 000 dollars de paris, plus la bourse, mais l'existence d'un complot n'a jamais été prouvée.

### Prohibition et crime organisé
Grâce à son soutien bancaire et à ses relations politiques de haut niveau, Rothstein parvient bientôt à court-circuiter Tammany Hall au profit des gangs de rue. Par la suite, son organisation criminelle comprend des notables de la pègre tels que Meyer Lansky, Jack « Legs » Diamond, Charles « Lucky » Luciano et Dutch Schultz, dont les gangs combinés et le double jeu avec leurs propres patrons respectifs subvertissent toute la forme de gangstérisme politique de la fin du 19e siècle. 
Rothstein joue souvent le rôle de médiateur dans les conflits entre les gangs new-yorkais et demande, semble-t-il, une forte rémunération pour ses services. Son « bureau » préféré était le Lindy's, à l'angle de Broadway et de la 49e rue à Manhattan. Il se tenait souvent au coin de la rue, entouré de ses gardes du corps, et faisait des affaires sur la voie publique. Rothstein fait des paris et recouvre les dettes de ceux qui ont perdu la veille. Parallèlement, il exploite son rôle de médiateur avec le monde des affaires légitimes de la ville et force bientôt Tammany Hall à le reconnaître comme un allié nécessaire dans son administration de la ville. De nombreux historiens le considèrent comme le premier trafiquant de drogue moderne à avoir réussi.
En 1925, Rothstein est l'un des criminels les plus puissants du pays et a forgé un vaste empire criminel. Pendant un certain temps, il est le plus grand bootlegger du pays, jusqu'à la montée en puissance de George Remus. Avec une fortune déclarée de plus de 10 millions de dollars (l'équivalent de 162 millions de dollars en 2024), Rothstein était l'un des gangsters les plus riches de l'histoire des États-Unis et est largement considéré comme l'un des fondateurs du crime organisé américain.

### Assassinat
Début novembre 1928, il refuse d'honorer une dette de 300 000 dollars, perdue dans un pari sur un poker marathon. Le samedi 4 novembre, à 22 h 15, il quitte le restaurant Lindy's sur Broadway (à New York), en alléguant un rendez-vous à la chambre 349 du Park Central Hotel, tout proche. À 22 h 47, il y est découvert avec une balle dans le ventre par Vince Kelly, liftier du même hôtel, dans le corridor de service du premier étage. Transporté au Polyclinic Hospital, il y meurt le lendemain matin, sans avoir révélé le nom de son agresseur. En effet, sur son lit de mort, Rothstein a refusé d'identifier son tireur, répondant aux questions de la police par « Vous vous en tenez à votre métier. Je m'en tiendrai au mien », et “Me mudder [ma mère] did it”. Rothstein a été enterré au cimetière Union Field de Ridgewood.
Il a lancé la carrière d'hommes tels que Lucky Luciano, Meyer Lansky ou Lepke Buchalter.

### L'effondrement de l'empire
Au moment de la mort de Rothstein, la Prohibition battait son plein, divers gangs de rue s'affrontaient pour le contrôle de la distribution de l'alcool, et la structure politique soigneusement construite à la fin du XIXe siècle s'était effondrée. Frank Erickson, Meyer Lansky, Bugsy Siegel et d'autres anciens associés se partagent les entreprises criminelles de Rothstein après sa mort. Tammany Hall, déjà affaibli, s'était appuyé sur Rothstein pour contrôler les nouveaux gangs de rue, et sa mort a mis fin à l'organisation politique corrompue. Avec la chute de Tammany, le réformateur Fiorello La Guardia a pris de l'importance et a été élu maire de la ville de New York en 1933.
Dix ans après sa mort, Harry Rothstein, le frère d'Arnold, déclare la succession de Rothstein insolvable et la richesse d'Arnold disparaît.

## Dans la culture populaire
- En 1930, William James Craf réalise The Czar of Broadway (littéralement : Le Tsar de Broadway), qui revient sur sa vie.
- En 2010, Michael Stuhlbarg joue le rôle d'Arnold Rothstein  dans la série télévisée d'HBO Boardwalk Empire, créée par Terence Winter.